# De la cerveza a la paternidad
«De la cerveza a la paternidad» —título original: «From Beer to Paternity»— es el séptimo episodio de la trigésimo cuarta temporada de Los Simpson, y el 735 en total. Se emitió en Estados Unidos en Fox  el 13 de noviembre de 2022. El episodio fue dirigido por Rob Oliver y escrito por Christine Nangle. En este episodio, Duffman debe demostrar que no es sexista después de que Duff amenace con reemplazarlo como mascota de la empresa. En el proceso, Duffman se reencuentra con su hija tras una larga ausencia. Maggie Simpson no aparece en este episodio.
El episodio cuenta con las estrellas invitadas Paul Brittain y Aubrey Plaza como Amber Duffman. El episodio fue dedicado en memoria de David Davis, compañero de Julie Kavner.

## Trama
Cerveza Duff convoca un nuevo concurso de mascotas, así que Duffman lucha por seguir siendo relevante y demostrar que no es sexista utilizando una foto de Lisa con él de un antiguo acto promocional y afirmando que es su hija. Cuando Homer y Lisa se enfrentan a Duffman, éste les revela que realmente tiene una hija separada llamada Amber. Cuando Duffman se da cuenta de lo lista que se ha vuelto Lisa, ve a Homer como el mejor padre y le pide ayuda para reconectar con Amber y ganar el concurso. Llama a Amber para reunirse y ella acepta.
Duffman pide a Homer y a Lisa que vengan a apoyarle porque admira su relación padre-hija. Homer acepta, pero Lisa sólo accede cuando él promete llevarla a un museo de Agatha Christie cercano. Por el camino, cantan al ritmo de música pop coreana. Duffman le revela cómo Amber le abandonó después del instituto, y él guarda como recuerdo un dibujo que ella hizo cuando era niña. El agente de Duffman dice que hay una convención de fans cerca y que debería ir para hacerse publicidad. Debido al desvío, no llegan al museo antes de que cierre, lo que enfada a Lisa. Duffman se da cuenta de que Homer estaba sobornando a Lisa, así que se marcha por su cuenta.
De vuelta a casa, Homer y Lisa encuentran el dibujo de Amber en el coche y deciden devolvérselo. Duffman va a la puerta de Amber pero está demasiado nervioso, así que se apunta a una fiesta cercana. Cuando Homer y Lisa llegan, se enteran de que Duffman no ha venido, pero los tres lo encuentran en la fiesta. Amber se marcha enfadada, pero Duffman la rescata cuando casi es atropellada por un barril de cerveza. Duffman le enseña el dibujo y se perdonan.
Duffman gana el concurso después de que los fans en Internet vieran un vídeo de Duffman cantando que Lisa había subido antes. Rechaza el resultado para convertirse en la mascota de la tienda de cannabis de Amber.

## Producción
El 8 de marzo de 2022, Carolyn Omine reveló que «De la cerveza a la paternidad» sería el primer episodio de producción de la trigésimo cuarta temporada, lo que Al Jean confirmó ese mismo día. Aubrey Plaza interpreta a Amber, la hija de Duffman. Paul Brittain actuó como estrella invitada en el papel de Brandon.